# XXIV Korpus Pancerny (III Rzesza)
XXIV Korpus Pancerny (niem. XXIV. Panzerkorps) – jeden z niemieckich korpusów pancernych utworzony jako XXIV Korpus, w 1940 przemianowany na XXIV Korpus Zmotoryzowany, uczestniczył w agresji na Polskę i Francję oraz w ataku na Związek Radziecki. 

## Organizacja i walki
W 1938 roku XXIV Korpus stacjonował w Kaiserslautern, stanowiąc część armii czasu pokoju jako Dowództwo Pogranicza Saarpfalz. Następnie został przemianowana na XXIV Korpus Zmotoryzowany, aby ostatecznie 21 czerwca 1942 roku otrzymać nazwę XXIV Korpus Pancerny (XXIV KPanc.). Korpus  uczestniczył W 1939  roku w agresji na Polskę, w 1940 roku w agresji na Francję a w 1941 roku w ataku na Związek Radziecki, gdzie walczył aż do 1944 roku. 
W 1945 roku starał się powstrzymać ofensywę rozpoczętą przez Armię Czerwoną 12 stycznia z linii Wisły. Po walkach w rejonie Kielc, prawdopodobnie został rozcięty na dwie części. W tym czasie XXIV KPanc. podporządkowano związki XXXXII KA, tworząc w ten sposób zgrupowanie o nazwie Grupa Nehring, które oddano pod rozkazy dowództwu 9 Armii. W toku dalszych walk odwrotowych dowództwu XXIV KPanc. podporządkowano Grupę Saucken i Grupę Jauer (grupa bojowa 20 DGPanc. oraz resztki: 16 DPanc., 17 DPanc., 291 DP, 88 DP, 342 DP i 72 DP).  Całość oddano natomiast pod dowództwo Grupie Armii Środek. 
Żołnierze XXIV KPanc. oddali się do niewoli Armii Czerwonej na terenie Czech.

## Dowódcy
- gen. wojsk panc. Geyr von Schweppenburg
- gen. wojsk panc. Walther Nehring[4]

## Struktura organizacyjna
Skład w czerwcu 1941 roku:
- 3 Dywizja Pancerna
- 4 Dywizja Pancerna
- 10 Dywizja Piechoty (zmot)
- 1 Dywizja Kawalerii

Skład w styczniu 1945 roku:
- 16 Dywizja Pancerna
- 17 Dywizja Pancerna
- 20 Dywizja Grenadierów Pancernych